# Xã East Marlborough, Quận Chester, Pennsylvania
Xã East Marlborough (tiếng Anh: East Marlborough Township) là một xã thuộc quận Chester, tiểu bang Pennsylvania, Hoa Kỳ. Năm 2010, dân số của xã này là 7.026 người.